# Loxophlebia
Loxophlebia is een geslacht van vlinders van de familie spinneruilen (Erebidae).

## Soorten
- L. albicincta Dognin, 1907
- L. asmodeoides Rothschild, 1931
- L. asmodeus Druce, 1883
- L. asseda Draudt, 1915
- L. aurantiaca D.Jones, 1908
- L. austeria Draudt, 1915
- L. berberoi Jörgensen, 1935
- L. braziliensis Rothschild, 1911
- L. broteas Schaus, 1892
- L. cinctata Hampson, 1905
- L. crocata Herrich-Schäffer, 1854
- L. crusmatica Dognin, 1911
- L. chrysobasis Dognin, 1912
- L. davisi Gibbs, 1913
- L. diaphana Sepp, 1848
- L. ducallis Jörgensen, 1935
- L. egregia Schaus, 1911
- L. eumonides Druce, 1883
- L. fininigra Kaye, 1911
- L. flavinigra D.Jones, 1908
- L. flavipicta Schaus, 1912
- L. geminata Schaus, 1905
- L. imitata Druce, 1884
- L. klagesi Rothschild, 1911
- L. masa Druce, 1889
- L. metamela Dognin, 1911

- L. multicincta Dognin
- L. nigricornis Rebel, 1901
- L. omalesia Schaus, 1920
- L. peralta Schaus, 1912
- L. pheiodes Dognin, 1914
- L. picta Walker, 1854
- L. postflavia Druce, 1898
- L. pyrgion Druce, 1884
- L. roseipectus Rothschild, 1931
- L. rubripicta Dognin, 1916
- L. rufescens Rothschild, 1911
- L. schrollei Jörgensen, 1935
- L. semiaurantia Rothschild, 1931
- L. senta Draudt, 1915
- L. socorrensis Dognin, 1911
- L. splendens Möschler, 1872
- L. tibba Schaus, 1924
- L. triangulifera Felder, 1869
- L. vesparis Butler, 1873